# 甲府市立北東中学校
甲府市立北東中学校（こうふしりつ ほくとうちゅうがっこう）は、山梨県甲府市大手にある公立中学校。
文化祭は「二葉祭」という。

## 沿革
- 1960年 - 開校
- 1962年 - 体育館完成
- 1963年 - 全校舎（通称:三層楼）完成
- 1973年 - プール完成
- 1988年 - 新体育館完成
- 1992年 - 新校舎完成
- 1997年 - 柔剣道場（二葉館）完成

## 校歌
作詞は深尾須磨子。作曲は高田三郎。
たいきさわやか

## クラブ活動

### 運動部
- 陸上部
- 野球
- サッカー
- バスケットボール（男女）
- バレーボール（女子）
- バドミントン（男女）
- ソフトテニス（男女）

### 文化部
- 美術

## 通学区域
- 武田1 - 4丁目、北口1 - 3丁目、宮前町、朝日1丁目・4丁目、元紺屋町、屋形1丁目（2～4番・6～8番）・2 - 3丁目、大手1 - 3丁目、西田町、小松町、岩窪町、上積翠寺町、下積翠寺町、塚原町、古府中町、中央2丁目、愛宕町、東光寺1丁目（1番＜7号～29号＞）、和田町（2007番地・2595～2911番地・2941～3931番地）[2]

## 進学前小学校
- 甲府市立相川小学校[3]
- 甲府市立新紺屋小学校[3]
- 甲府市立善誘館小学校[3]
- 甲府市立富士川小学校（2011年3月まで）

## アクセス
- 山梨交通バス10・11・12・13系統「護国神社入口」バス停で下車徒歩5分

## 学校周辺
- 武田神社
- 山梨縣護國神社
- 山梨大学